# Mecanisme de defensa
El mecanisme de defensa és una estratègia que utilitza el subjecte davant d'informació o successos adversos que poden alterar l'equilibri de la seva ment. Segons la teoria de Freud, s'activen per part del jo per frenar dos impulsos de l'inconscient en conflicte o per suavitzar la pressió del superjo. Aquests mecanismes poden alterar la visió de la realitat per fer-la més plaent per a l'individu.

## Nivells psicològics dels mecanismes
Els mecanismes de defensa poden agrupar-se, segons la maduresa o relació amb la salut mental, en quatre nivells:
- Nivell 1 (patològic): negació, distorsió cognitiva, projecció, complex d'inferioritat
- Nivell 2 (propis d'individus immadurs): fantasia, psicosomatització, agressivitat, idealització
- Nivell 3 (comuns en adults, poden ser neuròtics si són molt freqüents): desplaçament, dissociació, reacció, repressió, regressió, hipocondria
- Nivell 4 (propis de persones madures): anticipació, altruisme, humor, identificació, introjecció, sublimació, supressió

Molts d'ells poden pertànyer a una o una altra fase segons el grau en què es produeixin, de manera que no hi ha fronteres nítides entre els nivells.